# 토마스 히츨슈페르거
토마스 히츨슈페르거 (Thomas Hitzlsperger, 1982년 4월 5일, 뮌헨 ~) 은 독일의 전 축구 선수다. 히츨슈페르거는 잉글랜드 프리미어리그의 애스턴 빌라 FC에서 프로 데뷔를 하였다. 그는 데뷔 원년에 체스터필드 FC로 임대되었다. 그는 2005년에 독일로 돌아와 VfB 슈투트가르트와 계약을 맺었다. 2010년, 그는 이탈리아 세리에 A의 SS 라치오와 계약을 맺었지만, 반년 후 잉글랜드로 돌아가 웨스트 햄 유나이티드 FC로 이적하였다. 거기서 1년간 뛴 후 다시 독일의 VfL 볼프스부르크에서 1시즌을 뛴 후 잉글랜드로 돌아와 에버튼 FC에서 1년 더 활약한 후 은퇴했다. 히츨슈페르거는 독일 축구 국가대표팀 일원으로 52경기 출장하였다.
은퇴 이후 그는 자신이 동성애자임을 밝혔다.

## 사진

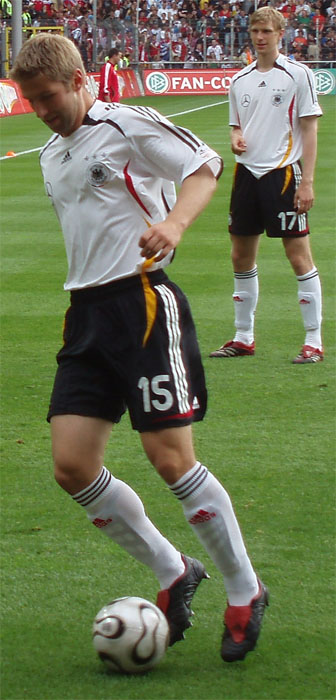
히츨슈페르거가 독일 대표팀에서 뛰고 있는 모습
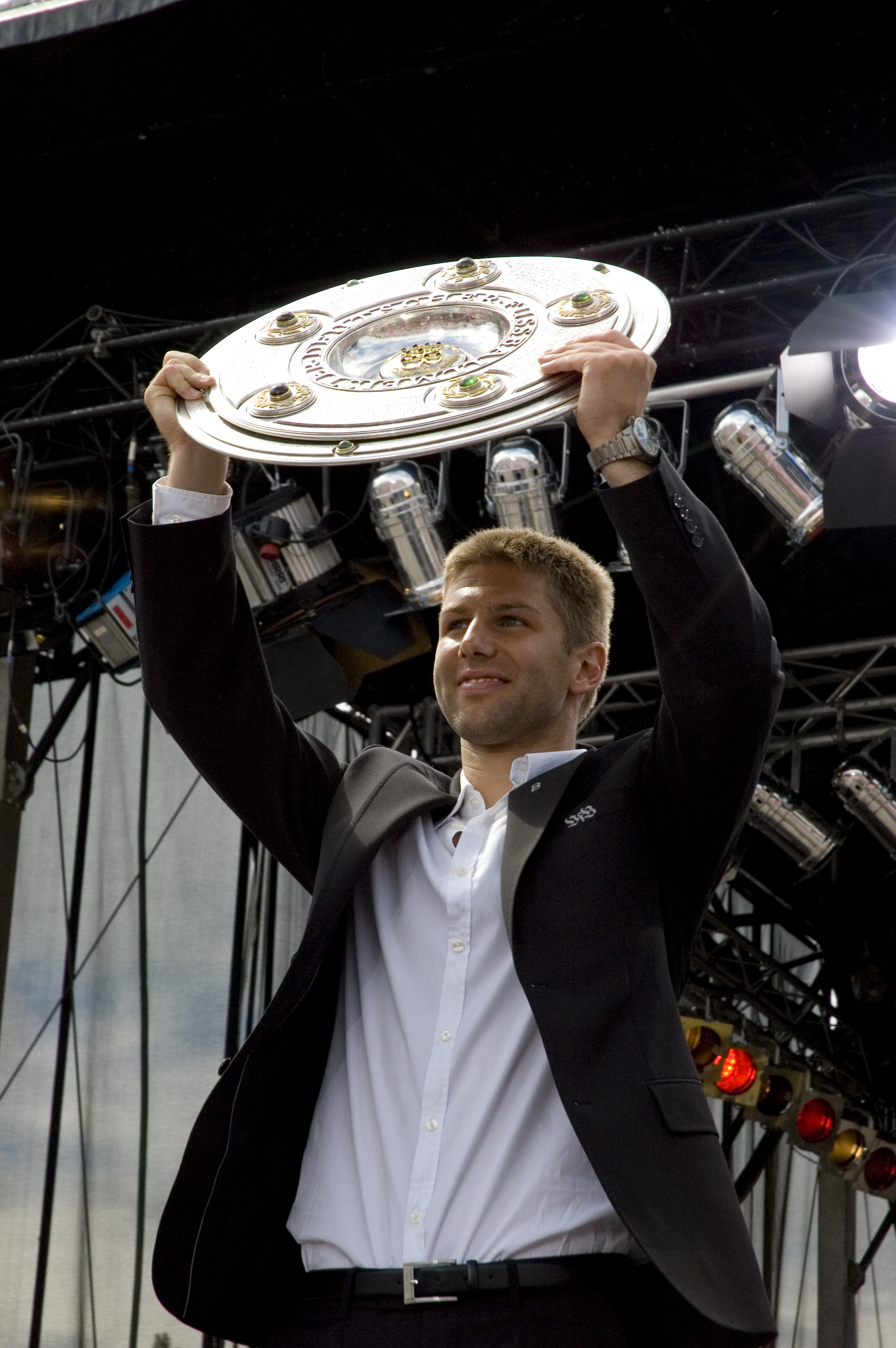
푸스발-분데스리가 2006-07의 우승 후 마이스터 샬레를 든 히츨슈페르거